# Гиллис, Кларк
Кларк Гиллис (англ. Clark Gillies; 7 апреля 1954, Мус-Джо — 21 января 2022, Гринлон) — бывший канадский хоккеист, тафгай, игравший на позиции левого нападающего. В составе «Нью-Йорк Айлендерс» четырёхратный обладатель Кубка Стэнли (1980, 1981, 1982, 1983).

## Биография

### Клубная карьера
Начал свою карьеру. играя за команду «Реджайна Пэтс»; по итогам сезона 1973/74 он вошёл в Первую команду звёзд и помог своей команде выиграть Мемориальный кубок, при этом являясь одним из результативных игроков лиги.
На драфте НХЛ 1974 года был выбран в 1-м раунде под общим 4-м номером клубом «Нью-Йорк Айлендерс». Дебютировал в том же сезоне в НХЛ, он высоко себя зарекомендовал, как одного из жёстких игроков лиги после драки с игроком «Филадельфии Флайерз» Дэйвом Шульцем. В 1977 году он был назначен капитаном «Айленедерс» и был до 1979 года пока его не сменил Ден Потвен. В дальнейшем в составе «островитян» он четыре раза был обладателем Кубка Стэнли в 1980, 1981, 1982 и 1983 годах, при этом являясь одним из результативных игроков в составе своей команды.
В 1986 году перешёл в «Баффало Сейбрз», в котором отыграл два сезона, после чего в 1988 году завершил свою игровую карьеру.

### Международная карьера
В составе сборной Канады играл на Кубке Канады 1981 года, на котором канадцы проиграли в финале сборной СССР со счётом 8:1 (Гиллис забросил единственную шайбу канадцев в финальном матче). На турнире Гиллис заработал 7 очков (2+5).

### Признание
7 декабря 1996 года его игровой номер «9» был изъят из обращения «островитян».
В 2002 году был введён в зал хоккейной славы.

### Смерть
Скончался 21 января 2022 года от онкологического заболевания на 67-м году жизни.

## Статистика

### Международная
| Год                       | Сборная                   | Турнир                    | Место                     |   | И | Г | П | О | Ш |
| ------------------------- | ------------------------- | ------------------------- | ------------------------- | - | - | - | - | - | - |
| 1981                      | Канада                    | КК                        | 2                         | 7 | 2 | 5 | 7 | 8 |   |
| Всего за основную сборную | Всего за основную сборную | Всего за основную сборную | Всего за основную сборную | 7 | 2 | 5 | 7 | 8 |   |